# Siheung-dong, Seongnam
Siheung-dong (koreanska: 시흥동)  är en stadsdel i staden Seongnam i provinsen Gyeonggi strax söder om huvudstaden Seoul. Den ligger i stadsdistriktet Sujeong-gu.